# Liste der denkmalgeschützten Objekte in Retzbach (Niederösterreich)
Die Liste der denkmalgeschützten Objekte in Retzbach enthält die 19 denkmalgeschützten, unbeweglichen Objekte der Gemeinde Retzbach.

## Denkmäler
| Foto |                 | Denkmal                                                                                | Standort                                                       | Beschreibung | Metadaten |
| ---- | --------------- | -------------------------------------------------------------------------------------- | -------------------------------------------------------------- | --- | --- |
| ja   | Datei hochladen | ehemalige Wallfahrtskirche Unsere Liebe Frau am Stein HERIS-ID: 26472 Objekt-ID: 22947 | Standort KG: Mitterretzbach                                    | Im Jahre 1750 wurde mit dem Bau einer großen Wallfahrtskirche beim Heiligen Stein begonnen, jedoch verfügte Kaiser Joseph II. im Jahre 1784, die Kirche wieder abtragen zu lassen. Laut Chronik wurde die Kirche am 1. Mai 1785 geschlossen und mit der Demolierung des Bauwerks begonnen. Im Jahre 1995 wurden die Fundamente der abgebrochenen Kirche freigelegt. | BDA-Hist.: Q64512834 Status: § 2a Stand der BDA-Liste: 2025-06-30 Name: ehemalige Wallfahrtskirche Unsere Liebe Frau am Stein GstNr.: 359, 1222 Ehemalige Wallfahrtskirche (Mitterretzbach, ObjektID: 22947) |
| ja   | Datei hochladen | Bildstöcke HERIS-ID: 26473 Objekt-ID: 22948 marterl.at: 5129                           | Standort KG: Mitterretzbach                                    | Die Gruppe von sieben barocken Bildstöcken steht am Weg zur ehemaligen Wallfahrtskirche Unsere Liebe Frau am Stein. Zumeist sind es übergiebelte Nischenbildstöcke mit Pilasterrahmungen und mit profilierten Gesimsen. | BDA-Hist.: Q37902050 Status: § 2a Stand der BDA-Liste: 2025-06-30 Name: Bildstöcke GstNr.: 299/6, 265, 1224/4 Bildstöcke am Weg zum Heiligen Stein, Mitterretzbach                                           |
| ja   | Datei hochladen | ehemaliger Friedhof HERIS-ID: 26474 Objekt-ID: 22949                                   | Kaffeegasse 11, gegenüber Standort KG: Mitterretzbach          | Der Friedhof wurde aufgelassen, weil die Pfarre seit dem Jahre 1279 der Pfarre Unterretzbach zugehörig ist. | BDA-Hist.: Q37902060 Status: § 2a Stand der BDA-Liste: 2025-06-30 Name: ehemaliger Friedhof GstNr.: 1 Alter Friedhof Mitterretzbach                                                                          |
| ja   | Datei hochladen | katholische Pfarrkirche heilige Margaretha HERIS-ID: 16508 Objekt-ID: 12772            | Kaffeegasse 1, gegenüber Standort KG: Mitterretzbach           | Barockisierter spätgotischer Bau mit Südturm aus dem 15./16. Jahrhundert. | BDA-Hist.: Q37816721 Status: § 2a Stand der BDA-Liste: 2025-06-30 Name: katholische Pfarrkirche heilige Margaretha GstNr.: 190 Pfarrkirche Mitterretzbach                                                    |
| ja   | Datei hochladen | Wegkapelle Zum heiligen Stein HERIS-ID: 16509 Objekt-ID: 12773 marterl.at: 5131        | Standort KG: Mitterretzbach                                    | Dreieckübergiebelter Bau mit Dachreiter aus dem Jahre 1680 mit Rundbogenöffnung und barocker Marienstatue. | BDA-Hist.: Q1595307 Status: § 2a Stand der BDA-Liste: 2025-06-30 Name: Wegkapelle Zum heiligen Stein GstNr.: 1222 Wegkapelle heiliger Stein (Mitterretzbach, ObjektID: 12773)                                |
| ja   | Datei hochladen | katholische Filialkirche heilige Katharina HERIS-ID: 16512 Objekt-ID: 12776            | Kirchengasse 5 (Pfarrzentrum), neben Standort KG: Oberretzbach | Gotischer Bau mit Ostturm, spätgotisch und barock verändert. | BDA-Hist.: Q37817030 Status: § 2a Stand der BDA-Liste: 2025-06-30 Name: katholische Filialkirche heilige Katharina GstNr.: 21, 22 Kirche (Oberretzbach, ObjektID: 12776)                                     |
| ja   | Datei hochladen | Scheune HERIS-ID: 25775 Objekt-ID: 22224                                               | Kirchengasse 5 Standort KG: Oberretzbach                       | Scheune mit Walmdach aus dem Jahre 1570, die als Pfarrzentrum genutzt wird. | BDA-Hist.: Q37896232 Status: § 2a Stand der BDA-Liste: 2025-06-30 Name: Scheune GstNr.: 23 Scheune (Oberretzbach, ObjektID: 22224)                                                                           |
| ja   | Datei hochladen | Bildstock HERIS-ID: 24180 Objekt-ID: 20555 marterl.at: 5122                            | Standort KG: Oberretzbach                                      | Dreieckübergiebelter Breitpfeiler mit krönendem Patriarchenkreuz aus Metall vom Anfang des 19. Jahrhunderts. | BDA-Hist.: Q37882630 Status: § 2a Stand der BDA-Liste: 2025-06-30 Name: Bildstock GstNr.: 1172/1 Bildstock (Oberretzbach, ObjektID: 20555)                                                                   |
| ja   | Datei hochladen | Figur heiliger Johannes Nepomuk HERIS-ID: 24179 Objekt-ID: 20554 marterl.at: 5121      | Standort KG: Oberretzbach                                      | Die Johannes-Nepomuk-Statue steht in der Nähe der Straßenkreuzung mit der Lokalbahn Retz–Drosendorf. | BDA-Hist.: Q37882611 Status: § 2a Stand der BDA-Liste: 2025-06-30 Name: Figur heiliger Johannes Nepomuk GstNr.: 1172/1 Statue heiliger Johannes Nepomuk (Oberretzbach, ObjektID: 20554)                      |
| ja   | Datei hochladen | Bildstock HERIS-ID: 25774 Objekt-ID: 22223 marterl.at: 5123                            | Standort KG: Oberretzbach                                      | Bildsäule mit Quaderaufsatz aus dem Jahre 1695. Im Aufsatz Kreuzigungsrelief sowie Reliefs der Mater Dolorosa und der hll. Katharina von Alexandria und Barbara. | BDA-Hist.: Q37896210 Status: § 2a Stand der BDA-Liste: 2025-06-30 Name: Bildstock GstNr.: 1174 Bildstock (Oberretzbach, ObjektID: 22223)                                                                     |
| ja   | Datei hochladen | Pfarrhof HERIS-ID: 16517 Objekt-ID: 12781                                              | Am Kirchenberg 1 Standort KG: Unterretzbach                    | Zweigeschoßiger Bau aus dem Jahre 1907 mit secessionistischem Putzdekor. | BDA-Hist.: Q37817404 Status: § 2a Stand der BDA-Liste: 2025-06-30 Name: Pfarrhof GstNr.: 5 Pfarrhof (Unterretzbach, ObjektID: 12781)                                                                         |
| ja   | Datei hochladen | Figur heiliger Antonius von Padua HERIS-ID: 16516 Objekt-ID: 12780 marterl.at: 6102    | Standort KG: Unterretzbach                                     | Figur des hl. Antonius von Padua auf Volutensockel aus dem Jahre 1772. | BDA-Hist.: Q37817330 Status: § 2a Stand der BDA-Liste: 2025-06-30 Name: Figur heiliger Antonius von Padua GstNr.: 4883/1 Statue heiliger Antonius von Padua (Unterretzbach, ObjektID: 12780)                 |
| ja   | Datei hochladen | katholische Pfarrkirche heiliger Jakobus der Ältere HERIS-ID: 16518 Objekt-ID: 12782   | Am Kirchenberg 2, neben Standort KG: Unterretzbach             | Barocker Saalbau mit Westturm aus den Jahren 1725 bis 1727 mit anschließender Turmaufstockung. Turm mit barocker Haube mit Uhrengiebeln. | BDA-Hist.: Q26243418 Status: § 2a Stand der BDA-Liste: 2025-06-30 Name: katholische Pfarrkirche heiliger Jakobus der Ältere GstNr.: 1/1, 1/2 Pfarrkirche Unterretzbach                                       |
| ja   | Datei hochladen | Bildstock HERIS-ID: 5589 Objekt-ID: 1460 marterl.at: 5189                              | Sterngasse 5, vor Standort KG: Unterretzbach                   | Nischenbildstock errichtet zum Gedenken an Pest und Cholera. Nischen mit Pilastern gerahmt, Satteldach mit abschließendem Steinkreuz. Bezeichnet 1678, 1680, 1832 und 1836, restauriert im Jahre 1984. | BDA-Hist.: Q37844237 Status: § 2a Stand der BDA-Liste: 2025-06-30 Name: Bildstock GstNr.: 4417/1 Bildstock (Unterretzbach, ObjektID: 1460)                                                                   |
| ja   | Datei hochladen | Wegkreuz „Vergessener Herrgott“ HERIS-ID: 5590 Objekt-ID: 1461 marterl.at: 5187        | Standort KG: Unterretzbach                                     | Kruzifix auf Quadersockel. | BDA-Hist.: Q37844284 Status: § 2a Stand der BDA-Liste: 2025-06-30 Name: Wegkreuz „Vergessener Herrgott“ GstNr.: 5010 Wegkreuz (Unterretzbach, Vergessener Herrgott, ObjektID: 1461)                          |
| ja   | Datei hochladen | Figur heiliger Johannes Nepomuk HERIS-ID: 5591 Objekt-ID: 1462 marterl.at: 6101        | Standort KG: Unterretzbach                                     | Die Johannes-Nepomuk-Statue stammt aus dem dritten Viertel des 18. Jahrhunderts und steht am Anger bei der Brücke über den Sandbach. | BDA-Hist.: Q37844314 Status: § 2a Stand der BDA-Liste: 2025-06-30 Name: Figur heiliger Johannes Nepomuk GstNr.: 4418/3 Statue heiliger Johannes Nepomuk (Unterretzbach, ObjektID: 1462)                      |
| ja   | Datei hochladen | Figur heiliger Florian HERIS-ID: 5592 Objekt-ID: 1463 marterl.at: 5188                 | Standort KG: Unterretzbach                                     | Aus dem dritten Viertel des 18. Jahrhunderts stammt die spätbarocke Figur des hl. Florian. | BDA-Hist.: Q37844356 Status: § 2a Stand der BDA-Liste: 2025-06-30 Name: Figur heiliger Florian GstNr.: 4417/1 Statue heiliger Florian (Unterretzbach, ObjektID: 1463)                                        |
| ja   | Datei hochladen | Friedhofskreuz HERIS-ID: 5593 Objekt-ID: 1464 marterl.at: 6103                         | Am Kirchenberg 2, in der Nähe Standort KG: Unterretzbach       | Auf einem Volutensockel mit achteckiger Basis steht das Kruzifix. | BDA-Hist.: Q37844384 Status: § 2a Stand der BDA-Liste: 2025-06-30 Name: Friedhofskreuz GstNr.: 2 Friedhofskreuz (Unterretzbach, ObjektID: 1464)                                                              |
| ja   | Datei hochladen | Wegkapelle „Retzer Marter“ HERIS-ID: 5594 Objekt-ID: 1465 marterl.at: 5193             | Standort KG: Unterretzbach                                     | Barocke Wegkapelle mit Rundnische und volutengestütztem Dreiecksgiebel mit Giebelnische bekrönt von einem Patriarchenkreuz. In der Kapelle Figurengruppe Gnadenstuhl aus dem Ende des 18. Jahrhunderts, in der Giebelnische Figur Christus in der Rast. | BDA-Hist.: Q37844437 Status: § 2a Stand der BDA-Liste: 2025-06-30 Name: Wegkapelle „Retzer Marter“ GstNr.: 5181 Retzer Marter (Unterretzbach, ObjektID: 1465)                                                |